# Sławomir Waksberg
Sławomir Waksberg (ur. 1939) – polski lekkoatleta, sprinter.
Wicemistrz Polski w sztafecie 4 × 100 metrów (1958)

## Rekordy życiowe
- Bieg na 200 metrów – 10,9 (1959)[1]
- Bieg na 400 metrów – 22,7 (1958)[1]